# Jennifer Rojo i Pérez
Jennifer Rojo i Pérez (Vic, 24 de novembre de 1989) coneguda artísticament com Jennifer Rojo, és una cantant de pop llatí i compositora catalana.
Influïda pels seus pares també artistes, durant la seva infantesa i després a l'adolescència va residir a Algesires, on va experimentar el món musical d'una manera íntima i personal. Als 19 anys, va decidir traslladar-se a Barcelona on va trepitjar els seus primers escenaris interpretant versions.

## Discografia
- Libre de elegir (2017)
- Mil opiniones (2019)[7][8]